# Leiuperinae
Leiuperinae är en underfamilj av groddjur som ingår i familjen tandpaddor. Enligt Catalogue of Life omfattar underfamiljen Leiuperinae 79 arter.
Släkten enligt Catalogue of Life:
- Edalorhina
- Engystomops
- Eupemphix, släktets arter bör flyttas till Engystomops respektive Physalaemus.[2]
- Physalaemus
- Pleurodema
- Pseudopaludicola
- Somuncuria, bör infogas i Pleurodema.[2]